# Gilbert C. van Wessem
Gilbert Cornelius van Wessem (* 7. Juli 1912; † 19. Mai 1983) war ein niederländisch-US-amerikanischer Chemiker mit herausragendem Engagement im Bereich der Betreuung von Menschen mit Epilepsie.

## Leben und Werk
Van Wessem wurde in den Niederlanden geboren und wuchs auch dort auf. 1945 schloss er sein Chemiestudium mit einer Promotion ab. 1946 zog er zunächst um nach Surinam und kurze Zeit später in die USA mit dort erfolgender Einbürgerung 1952. 1953 wurde er von seinem Arbeitgeber (der pharmazeutischen Firma Warner Lambert; heute Pfizer) zur Tochtergesellschaft nach Deutschland versetzt und war in den 1950er- und 1960er-Jahren inklusive eigener Patente auch an der Entwicklung von Antiepileptika beteiligt.
Aufgrund der Epilepsieerkrankung der eigenen Tochter und Unzufriedenheit mit den zunächst behandelnden Ärzten begann er sich intensiv mit Epilepsie zu beschäftigen. Dazu nahm er u. a. auch Kontakt mit dem US-amerikanischen Neurologen und Epileptologen William Gordon Lennox und seinen Mitarbeitern sowie in Deutschland u. a. mit Rudolf Dreyer, Dieter Janz, Rudolf Wilhelm Meyer-Mickeleit und Gerhard Schorsch auf, die er bei der Neugründung der Deutschen Sektion der Internationalen Liga gegen Epilepsie (seit 2004: Deutsche Gesellschaft für Epileptologie) unterstützte.
Nach einer weiteren beruflichen Versetzung nach Italien nahm der Kontakt mit dem Epileptologen Raffaele Canger auf und organisierte ein Treffen zur Gründung einer italienischen Laienorganisation für Epilepsie. Auf verschiedene regionale Organisationen folgte 1981 die Bündelung unter einer nationalen Dachgesellschaft mit ihm als erstem Präsidenten.

## Auszeichnungen
Auszeichnungen bestanden u. a. 1975 als „Ambassador for Epilepsy“ und 1982 mit dem „Social Accomplishment Award“ durch die Internationale Liga gegen Epilepsie (engl.: International League Against Epilepsy, ILAE) und das Internationale Büro für Epilepsie (IBE) sowie 1979 durch die Ehrenmitgliedschaft der Deutschen Sektion der ILAE, später auch der Italienischen.